# LTV V-507 Vagabond
Die LTV V-507 Vagabond war ein Entwurf für ein Trägerflugzeug für die US Navy. Es blieb beim Konzeptentwurf, da Grumman die VFX-Ausschreibung gewann.

## Geschichte
Nachdem das Pentagon mit dem TFX-Programm (Tactical Fighter Experimental) für ein Mehrzweckkampfflugzeug, das Teilstreitkräfte-übergreifend beschafft werden sollte, gescheitert war und die General Dynamics F-111B nicht auf Flugzeugträgern der US Navy eingesetzt wurde, erfolgte die VFX-Ausschreibung (Naval Fighter Experimental).
Neben dem schlussendlichen Gewinner Grumman (Model 303E/F) beteiligten sich an der Ausschreibung auch North American (Model D323), mit dem einzigen Entwurf ohne Schwenkflügel. McDonnells (Modell 225) und Grummans Entwürfe hatten jeweils zwei Seitenleitwerke, die Entwürfe von Convair (Model 44) und Vought (V-507) hatten je ein Seitenleitwerk. Von der Vought V-507 wurde ein 1:1-Modell gebaut.
In die Endausscheidung gelangten McDonnell und Grumman. Grumman gewann die Ausschreibung am 14. Januar 1969. Grummans Model 303E/F erhielt daraufhin die Bezeichnung F-14 Tomcat, respektive die ersten Prototypen die Bezeichnung YF-14.

## Entwicklung
Im Jahr 1964 beantragte das französische Verteidigungsministerium ein Entwicklungsprogramm für Flugzeuge mit Schwenkflügeln für den landgestützten Einsatz und für den Einsatz von Flugzeugträgern aus. Frankreich hatte an der Entwicklung des anglo-französischen Flugzeugs mit variabler Geometrie (AFVG) teilgenommen, bevor es sein Interesse aufgegeben hatte. Im Oktober 1965 erhielt Dassault den Auftrag für einen Prototyp, der von einem einzigen Turbofan von Pratt & Whitney / SNECMA TF-306 angetrieben wurde.
Das erste Schwenkflügelflugzeug von Dassault entstand 1967 als einmotoriger, zweisitziger Mirage G-Jäger, im Wesentlichen eine Schwenkflügelversion der Dassault Mirage F2. Die Flügel konnten von 22 Grad bis 70 Grad nach hinten verstellt werden.
Flugerprobungen waren relativ erfolgreich, es folgte jedoch kein Fertigungsauftrag. Das Mirage-G-Programm wurde 1968 eingestellt. Die Flugerprobung der Mirage G dauerte jedoch bis zum 13. Januar 1971. Nebst der doppelsitzigen einstrahligen Mirage G wurde noch die zweistrahlige einsitzige Mirage G-8-02 sowie die doppelsitzige zweistrahlige Mirage G8-01 gebaut. Die Mirage G8-01 diente als Vorlage für die LTV V-507.
Das Unternehmen Ling-Temco-Vought (LTV) war auf der Suche nach Erfahrungen von Flügeln mit variabler Geometrie im Rahmen des Programms Light Weight Fighter (zukünftige McDonnell Douglas F/A-18 Hornet) und dem VFX (zukünftige Grumman F-14 Tomcat) Programm. Das Unternehmen entschied sich für die Zusammenarbeit mit dem Flugzeughersteller Marcel Dassault, der gerade die Entwicklung des Mirage G erfolgreich abgeschlossen hatte. 1968 wurden zwei Verträge für die allgemeine Zusammenarbeit und andere für die Flügel mit variabler Geometrie unterzeichnet. Für den VFX-Wettbewerb wurde der vom Mirage G inspirierte Prototyp LTV V-507, zugunsten des Grumman Model 303E/F, (F-14 Tomcat) abgelehnt. Die LTV V-507 Vagabond sollte von zwei nachverbrennenden Turbofans vom Typ Pratt & Whitney TF-30-P-412 angetrieben werden.

## Bewaffnung
- Eine M61A Vulcan in der linken Flügelwurzel.
- An 6 Unterrumpfstationen AIM-54 Phoenix und/oder AIM-7 Sparrow.
- An 4 seitlichen Waffenpylonen am Vorderrumpf und AIM-9 Sidewinder und/oder AIM-7 Sparrow.
- Aufklärungsbehälter an der vorderen mittleren Unterrumpfstation (hintere mittlere Unterrumpfstation kann dann nicht verwendet werden).
- 6 Freifallbomben an den 6 Unterrumpfstationen.